# بخش کلمبیا (شهرستان میگس، اوهایو)
بخش کلمبیا (به انگلیسی: Columbia Township) یک منطقهٔ مسکونی در ایالات متحده آمریکا است که در شهرستان میگس، اوهایو واقع شده‌است.
 بخش کلمبیا ۹۷٫۴ کیلومتر مربع مساحت و ۱٬۰۱۸ نفر جمعیت دارد و ۱۹۲ متر بالاتر از سطح دریا واقع شده‌است.